# Никополь (Эпир)
Нико́поль (др.-греч. Νικόπολίς, лат. Nicopolis, также др.-греч. Άκτία Νικόπολίς, Actia Nicopolis) — древнегреческий город, на полуострове, являющемся юго-западной оконечностью Эпира, у входа в Амбракийский залив Ионического моря, напротив мыса Акциум, в 6 км к северу от нынешней Превезы.
В названии присутствует др.-греч. νίκη — победа.
Как столица римской провинции основан Октавианом Августом на месте нахождения его лагеря, в воспоминание победы 2 сентября 31 года до н. э. над Марком Антонием и Клеопатрой, а также как административный центр Западной Греции вместе с Патрами. Кроме того, его создание является частью усилий по обновлению Греции путем восстановления старых и создания новых городов, а также для стимулирования региона, который тогда столкнулся со многими трудностями.
Город — пример синойкизма. Город создавался с насильственным переселением жителей других поселений (Кассопа, Амбракия, Лефкада и другие) в Никополь. Город полагался на рыболовство, сельское хозяйство и животноводство для своего экономического развития. Никополь был украшен внушительными зданиями на трофеи, а также на пожертвования царя Иудеи Ирода I Великого, который помог в строительстве многих зданий, выразив тем самым свою дружбу и симпатию к Октавиану. Октавиан предоставил городу значительные привилегии и множество налоговых льгот, что способствовало его быстрому росту. Он также дал Никополю шесть голосов этолийцев в дельфийской амфиктионии, что придало городу авторитета.
В Никополь было доставлено большинство статуй, взятых в Этолии и у акарнанцев. Октавиан Август построил на месте шатра на холме (теперь Михалици) храм Аполлона Актийского (Ἄκτιος ή Ἀκτιακὸς) и в честь Аполлона учредил военные состязания (впоследствии известные как праздник спорта и искусств — Акцийские игры), которые являлись обновлением старых местных игр Акарнанианского союза, которые праздновались каждые два года. Октавиан повысил их статус до равного Олимпийским играм.
Никополь находился на морских и сухопутных путях и стал важным торговым центром, процветавшим в римский период, главным городом Эпира с автономным управлением по греческому образцу. Ко времени Юлиана Никополь отчасти пришел в развалины. После нашествия готов на Грецию в 268 году Никополь постепенно пришел в упадок, прекратив чеканку своей монеты. По территориально-административной реформе Диоклетиана 293 года Никополь стал центром провинции Старый Эпир (лат. Epirus Vetus). При Константине Великом Старый и Новый Эпир (лат. Epirus Nova) вошли в диоцез Македония. Юстиниан I его восстановил, но ещё в Средние века Никополь исчезает из истории.
Сохранились его развалины (2 театра, акведук, стадий и тому подобное).